# Чесний Хрест
Че́сний Хрест (до 2004 року — Світанок) — село в Україні, в Зимнівській сільській  громаді Володимирського району Волинської області.

## Загальні дані
Населення становить 221 особу. Кількість дворів (квартир) — 70.
В селі функціонує Свято-Воздвиженська православна церква. Кількість прихожан — 175 осіб. Працює клуб, фельдшерсько-акушерський пункт, 20 телефонних номерів, торговельний заклад. Проводить господарську діяльність фермерське господарство, спеціалізація — рослинництво.
Забезпечене приймання таких телеканалів: УТ-1, 1+1, Інтер, СТБ, Обласне телебачення, АТМ «Володимир», Новий, ТРК «Україна», 5 канал, НТН, Мегаспорт, ICTV, Тоніс, TVP, Polsat.
Село газифіковане. Дорога з твердим покриттям в незадовільному стані. Наявне постійне транспортне сполучення з районним та обласним центрами.

## Географія
Село розташоване на правому березі Луги.

## Історія
ЧЕСНИЙ ХРЕСТ, село, Володимирський ПОВ., Микулицька
```
вол. Село положене при усті р. Свинорийки до р.
```

Лугу. В кінці 19 ст. було там 38 домів і 244 жителів, дерев’яна церква. З непам’ятних часів був там монастир 
„Чесного Животворчого Хреста”, при якому пізніше постала оселя, а згодом село прийняло назву „Чесний
Хрест”. Первісний монастир знаходився серед боліт на 
острові в долині р. Лугу, там де тепер знати ще сухий
острівець, а до 1914 р. були там сліди старого кладовища.
Манастир той згадується в працях проф. М. Грушевського, в яких він подає ілюстрації старих пергаментів, де
в 13-14 ст. згадується оселя Чесний Хрест. На другому
березі долини р. Лугу сільце, яке зветься Чернче (М. Грушевський. Ілюстрована Історія України-Русі, 1913 p.). Яків,син Немири Войни, поранений Олександром Лодзятою,
віддав жінці своїй Марії села: Стволовичі, Житані, Чесний Хрест і Буянів, з умовою аби по її смерті повернути ці
села до сестринців кн. Чарторийських, дітей кн. Михайла і його сестри Марії, дочки Немири Рязановича — луцького на той час старости. В 1577 р. село було приділене до Литовського замку, який тоді належав до кн. Михайла Чарторийського і який платив від Ч.Х. від 10 дим. на волоках і 4 городників. В 1580 р. кн. Михайло Чарторийський, на той час житомирський староста і його жінка 
Софія Ходкевичева, заставляють село Ч.Х. за 400 кіп грошей Лазареві Іваницькому, який у 1583 р. платив від Ч.Х. з 8 дим., 2 город., З город., і 1 попа. Останній власник села Ч.Х. кн. Юрій в 1598 р. надає це село Кандибі.
Пізніше село перейшло до гр. Чацьких, а від них до Журжелів. За переписом 1911 р. до великої зем. власности в Ч.Х. належало 152 десятини.

## Ранньомодерний період
Перша документальна згадка про село Чесний Хрест припадає на 2 березня 1452 року, коли великий князь Казимир Ягайлович надав у власність Немирі Резановичу одинадцять сіл: "Видивши мы службу намъ верную и николи не омешканую пана Немирину Резановича, а додумавши есмо съ нашими князи и паны, съ нашою верною радою, дали есмо пану Немири Резановичу и записали тыя именя: Литовижъ, Селъцо, Торговища, Червисча, Стволовичи по тому, какъ были при великомъ князю Витовти и какъ теперъ панъ Немира держалъ, а къ тому: Зѣмно, а Бубновъ, а Чесный Крестъ, а Марковъ Ставъ, а Сернимавъе и совсимъ съ тымъ, што издавна къ тымъ именеямъ слушаетъ. 
У 1555 р. князь Олександр Федорович Чарторийський у віновому записі своїй дружині Маґделені Деспотівні, згадав, поміж перелічених маєтностей, "манастыр Чесного Хреста", який перебував у власності роду до 1597 р., після чого разом із маєтком був проданий Юрієм Михайловичем Чарторийським Станіславу Кандибі.
1580 р. Михайло Чарторийський і його дружина Софія Юріївна Ходкевичівна, уклали контракт та передали в оренду село Лазорові Іваницькому за 400 литовських коп. 
Станом на 1598 р. в селі було 8 димів, про що засвідчує квит волинського поборці Богуша Гораїна, даний Лазару Іваницькому: "з сεла Чεсного Хрста дымов ωсми, по грш. пол ωсма за городников двох, по грш. три за городников трох по грш. два с попа золотых два". 

## Новітня історія
У серпні 2015 року село увійшло до складу новоствореної Зимнівської сільської громади.
12 червня 2020 року, відповідно до розпорядження Кабінету Міністрів України № 708-р «Про визначення адміністративних центрів та затвердження територій територіальних громад Волинської області», увійшло до складу Зимнівської сільської територіальної громади.
19 липня 2020 року, в результаті адміністративно-територіальної реформи та ліквідації  Володимир-Волинського району(1940—2020), село увійшло до новоутвореного Володимир-Волинського району (від 18 липня 2022 Володимирського).

## Топоніми
У відповідності із геополітичними змінами та ідейними переконаннями тієї влади, під контролем якої перебувало село, його назва зазнавала мовно-сенсових трансформацій. До 1918 р. населений пункт, будучи складовою частиною польських територій, які після поділів Речі Посполитої (1772 р., 1793 р., 1795 р.) відійшли до Російської імперії, йменувався надалі як Чесний Хрест (Czestny Chrest). Ця назва використовувалася також у період існування II Речі Посполитої (1918–1939). Із укладенням 23 серпня 1939 р. пакту Молотова-Рібентропа, початком 1 вересня 1939 р. Другої світової війни та вторгненням, яке мало місце 17 вересня 1939 р. радянських військ до польських теренів, в контексті попередніх домовленостей між Третім Рейхом та СРСР, село відійшло до "країни-рад". Після чого, на новонабутих територіях розпочав впроваджуватися радянський лад і у цій ситуації село було перейменоване спочатку на Ворошилово, а згодом на Світанок. 
Від 1 липня 2004 р., згідно постанови Верховної ради України "Про відновлення селу Світанок Володимир-Волинського району Волинської області колишнього найменування", населений пункт був перейменований на село Чесний Хрест.

## Населення
Згідно з переписом УРСР 1989 року чисельність наявного населення села становила 230 осіб, з яких 112 чоловіків та 118 жінок.
За переписом населення України 2001 року в селі мешкало 219 осіб.

### Мова
Розподіл населення за рідною мовою за даними перепису 2001 року:
| Мова       | Відсоток |
| ---------- | -------- |
| українська | 99,55 %  |
| білоруська | 0,45 %   |